# Kulturhuset Stadsteatern
Kulturhuset Stadsteatern är en kulturinstitution i Stockholm, som omfattar Kulturhuset i Stockholm och Stockholms stadsteater. Den inrättades i denna form 2013.

## Historik och syfte
Stockholms stadsteater har bedrivit sin huvudsakliga verksamhet i Kulturhuset i Stockholm sedan 1990 som kommunalt aktiebolag, bildat 1960. Kulturhuset har varit en egen verksamhetsdel inom Stockholms stads kulturförvaltning sedan dess invigning 1974. Sedan den 1 juli 2013 ingår Kulturhuset i Stockholms Stadsteater AB, ett dotterbolag till det kommunala Stockholms Stadshus AB. 
Syftet med denna sammanslagning var att bättre samordna byggnadens olika aktiviteter. Den tidigare stängda Kilenscenen upprustades för att bli scen för det fria kulturlivet och fler verksamheter för barn och unga skapades, bland annat en ny scen för Marionetteatern. 
Verksamheten innefattar teater, dans, musik, litteratur, konst, design och debattforum.

## Ledningsorganisation
Bolagsstyrelse utses av bolagsstämman, medan styrelsen tillsätter verkställande direktör. Benny Fredriksson var från 2002 Stadsteaterns verkställande direktör och teaterchef och blev den förste chefen för den sammanslagna verksamheten (2013–2017). Han efterträddes som ställföreträdande chef av Sture Carlsson. I november 2019 blev Jesper Larsson ny ordinarie verkställande direktör, han ersattes 2021 av Malin Dahlberg. I april 2020 inrättade man en ny tjänst som kulturchef. Efter rekrytering och urval gick jobbet till Linda Beijer.
Konstnärliga chefer är (2021) Maria Sid (teaterchef), Linda Beijer (kulturchef), Bosse Persson (musik & evenemang), Maria Patomella (konst/design och mode), Athena Farrokhzad och Ida Linde (litteratur), Andreas T. Olsson (Soppteatern), Josefin Rosales (Cirkus och Parkteatern), Helena Nilsson (Marionetteatern), Beata Mannheimer (Skärholmen) och Olof Hanson (Vällingby och Husby).

## Verksamheter
I Kulturhuset vid Sergels Torg finns förutom Stora scen, som rymmer en publik på 729 personer, även Lilla scenen, Klarascenen, Hörsalen, Bryggan, Studion, Fri scen och Marionetteatern. Huset rymmer även fyra bibliotek – Kulturbiblioteket (med inriktning på skönlitteratur, film, musik – här ingår även Serieteket), Lava, TioTretton samt Rum för barn. Biblioteken är administrativt sammankopplade med, men inte en del av, Stockholms Stadsbibliotek. 
Dessutom finns två utställningsgallerier, Galleri 3 och Galleri 5, samt Klarabiografen och lokaler för samhällsdebatt. Hela byggnaden hölls stängd för en omfattande renovering mellan januari 2019 och september 2020. Verksamheterna flyttade då ut till olika lokaler runt om i staden.
Kulturhuset Stadsteatern har också en barn- och ungdomsscen i Skärholmen – Stadsteatern Skärholmen – med Skärisbiografen samt Parkteatern, som spelar sommartid i Stockholms parker. I mars 2016 öppnades även Kulturhuset Stadsteatern Vällingby i nyrenoverade Medborgarhuset Trappan i Vällingby centrum med inriktning på teater och dans.
Verksamheterna hade år 2018 en sammanlagd besökssiffra på drygt 2,8 miljoner personer.

## Se även

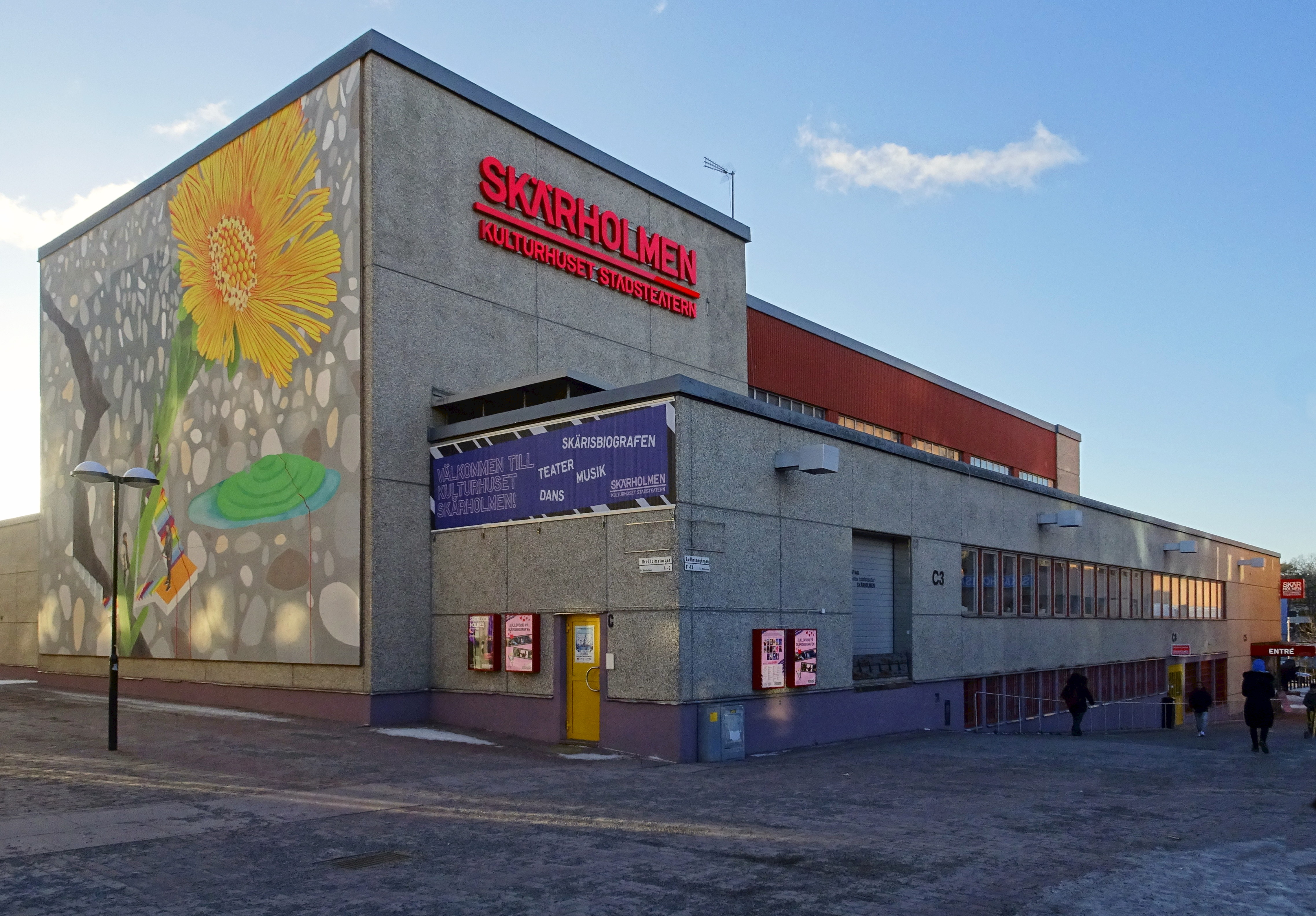
Kulturhuset Stadsteatern Skärholmen, med Skärisbiografen, 2018